# Подлесная (Архангельская область)
Подлесная — деревня в Няндомском районе Архангельской области.

## География
Находится в юго-западной части Архангельской области на расстоянии приблизительно 48 км на восток по прямой от административного центра района города Няндома на правом берегу речки Канакша.

## История
В 1873 году здесь было учтено 10 дворов, в 1905 — 9. Тогда деревня входила в Каргопольский уезд Олонецкой губернии . До 2022 года деревня входила в Мошинское сельское поселение до его упразднения. 

## Население
Численность населения: 37 человек (1873 год), 46 (1905), 24 (русские 100%) в 2002 году, 10 в 2010.